# Vitra Design Museum

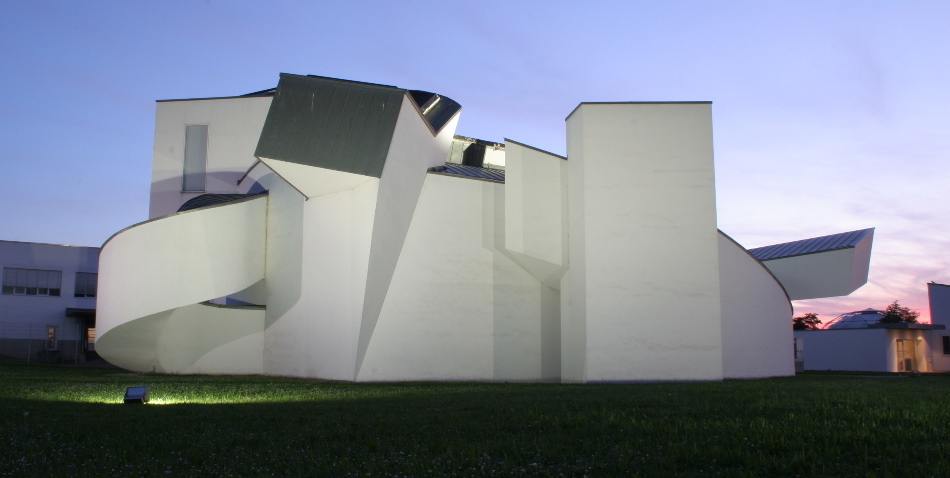
El Vitra Design Museum.

El Museo Vitra Design es un museo propiedad de la marca Vitra de muebles de diseño. El museo se halla en la localidad alemana de Weil am Rhein, cerca de Basilea (Suiza), ubicado en un edificio del arquitecto canadiense Frank Gehry. Se encuentra entre los museos de diseño industrial de muebles y de arquitectura más importantes del mundo. El museo ofrece exposiciones y eventos temporales dedicados a la arquitectura, el diseño de interiores y el diseño de muebles.
Desde el año 1989, el fabricante suizo de muebles Vitra está ampliando sus terrenos en Weil am Rhein para crear su propio parque arquitectónico. Frank Gehry, Zaha Hadid, Nicholas Grimshaw, Álvaro Siza y Tadao Ando son algunos de los arquitectos representados con construcciones ejemplares.